# 小葉紫檀
紫檀，又名赤檀香/赤旃檀/赤栴檀/赤檀（羅馬化：raktacandana）、檀香紫檀、小葉紫檀、印度小葉紫檀，是印度特有的紫檀屬植物。它們只生長在印度坦米爾納德邦及安得拉邦交界的古德伯及契托爾。
在中国，它是红木家具的主要原材料之一，与海南黄花梨、大红酸枝并称“老三样”，也是国标红木GB/T 18107-2017中紫檀木类的唯一木种。由于价格高昂，出现了大量的仿造品。

## 形態
小葉紫檀高8米，樹幹直徑50-150厘,小葉紫檀幼樹生長適應能力很強，就算是在退化土壤中也能成長，樹苗成長速度緩慢,3歲才約60公分,5歲才約1米。它們耐寒，要低至零下1℃才會死亡。葉子互生，長3-9厘米，分叉樹枝有三小葉。花朵形成短的總狀花序。果實是長6-9厘米的豆莢，內有1-2顆種子。

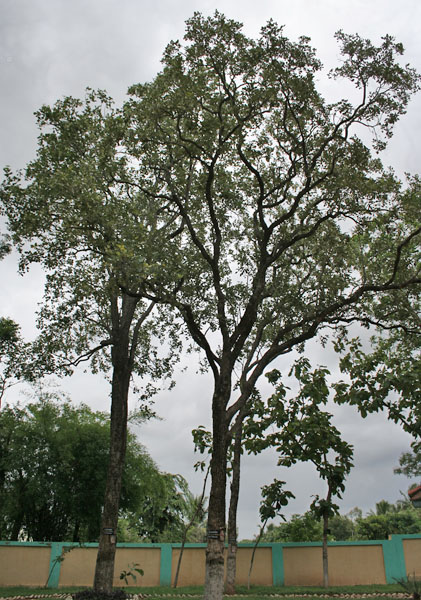
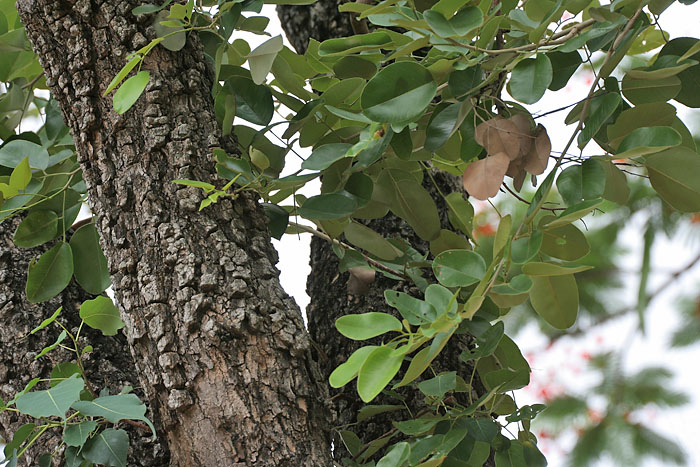
枝葉
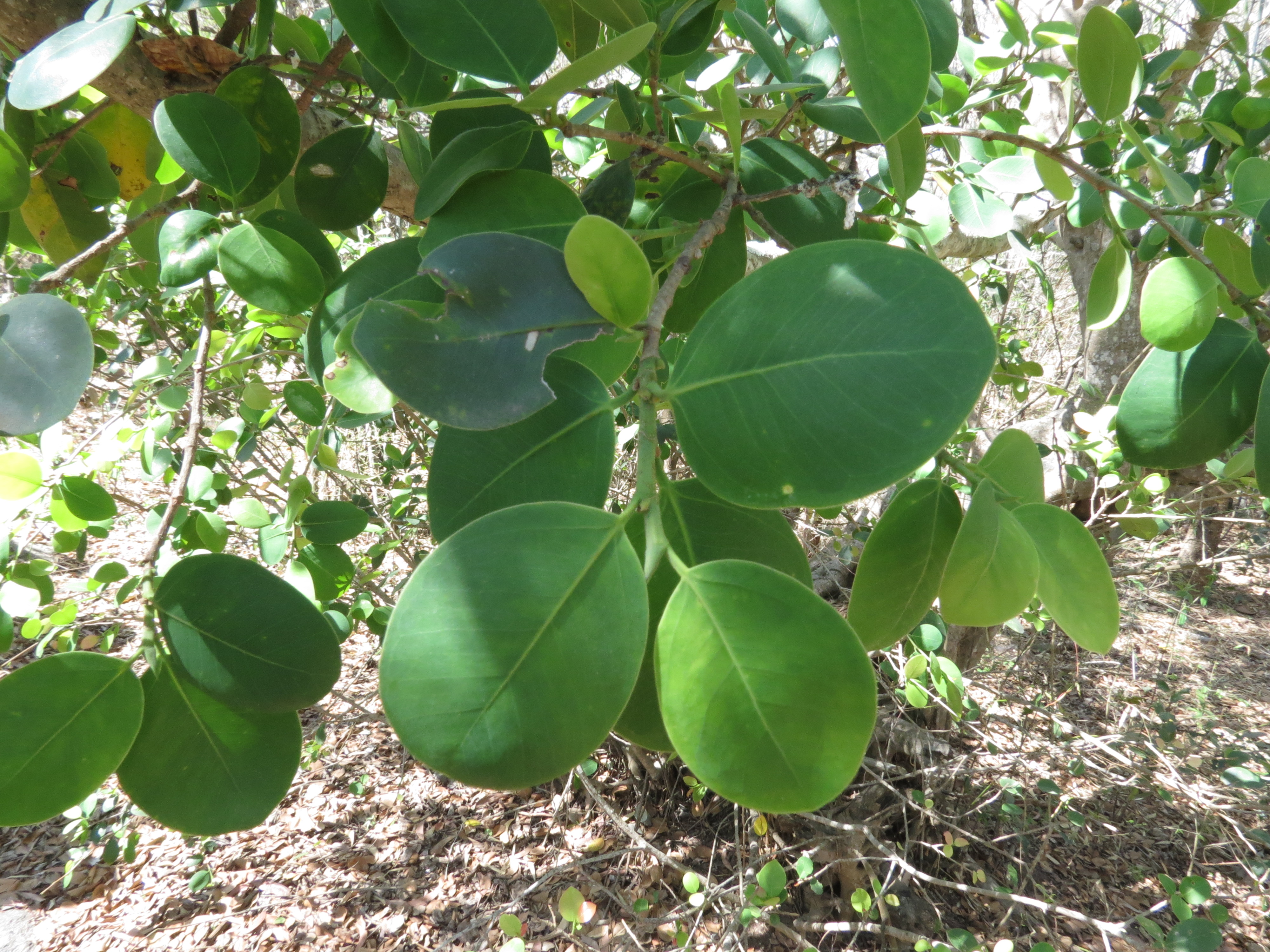
葉子
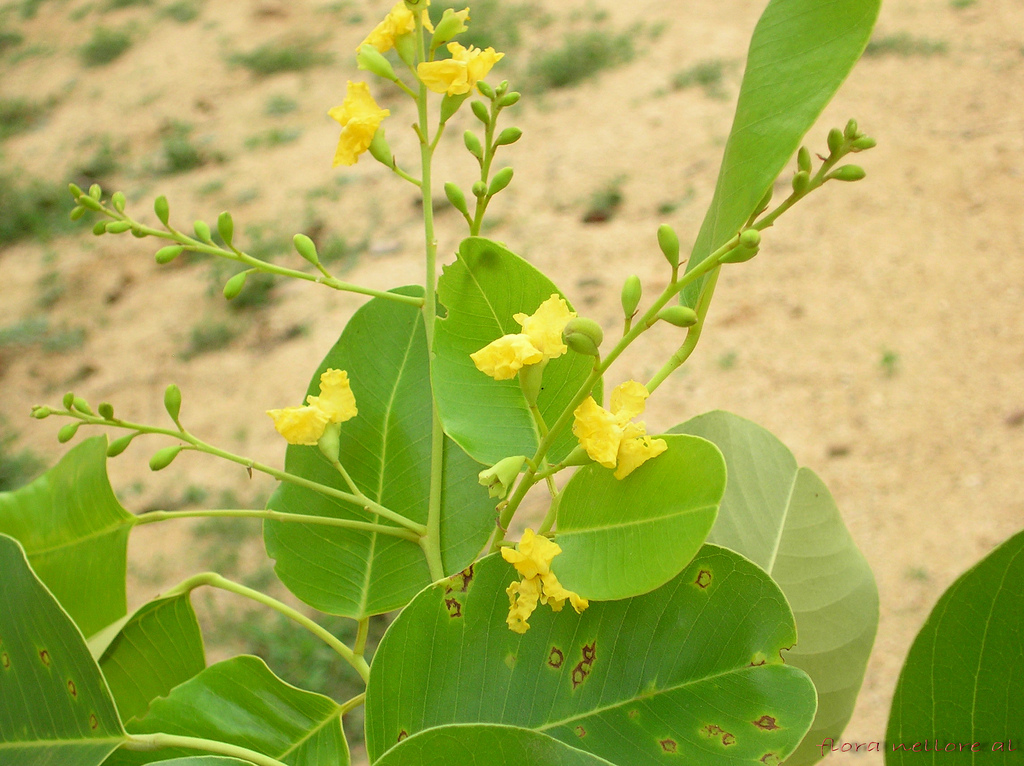
花
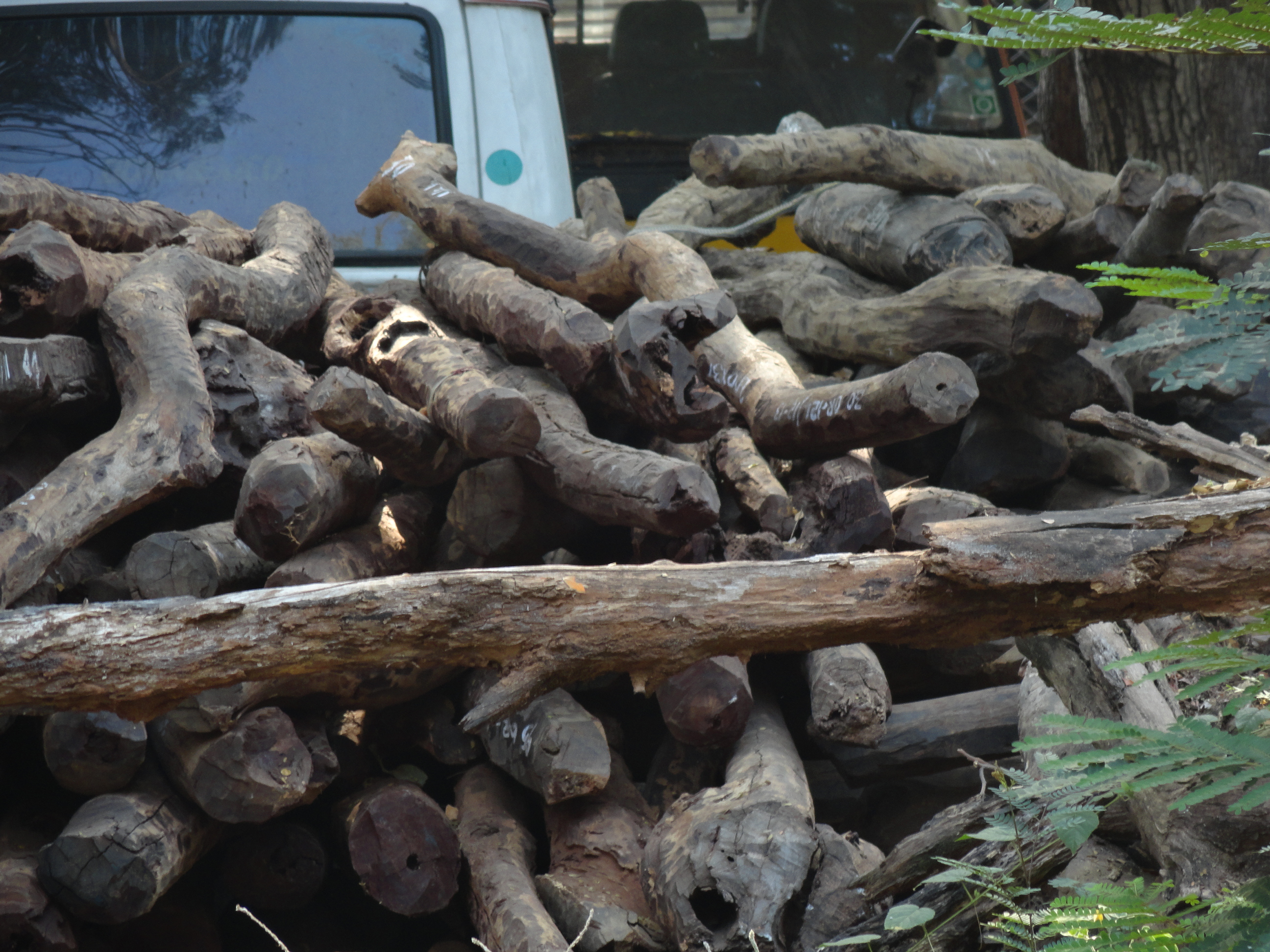
砍伐下來的小葉紫檀
木材文理

## 用途

紫檀螭龙纹扶手椅

檀香紫檀产量本来就不多，且多散生而不成林，寻找、砍伐和运输都很困难。此外，其材料可用面积少，民间有“十檀九空”的说法。这导致其原料价格极其高昂，号称“寸檀寸金”。
檀香紫檀的使用至少可以追溯至元朝。《元史》记载：“至元二十四年（公元1287年），使马八儿国...又以私钱购紫檀木殿才并献之”。元大都宫殿群中甚至有以紫檀建造的宫殿“紫檀殿”，《南村辍耕录》说紫檀殿大小和文思殿差不多，即“三间，前后轩，东西三十五尺，深七十二尺”。
在明清时它仍是达官贵人追求的材料，在清代尤以康、雍二朝为甚，到21世纪其木材原料也以万元/斤计算，大件家具价格通常超过百万，在红木家具中仅次于海南黄花梨。陈丽华曾投资2亿元于1999年9月开办中国紫檀博物馆。这也促使一些商家使用低价材料如非洲小叶紫檀、血檀来冒充小叶紫檀。此外，由于树种受《濒危野生动植物种国际贸易公约》保护，存在不少走私小叶紫檀谋取暴利的情况。
盆景市场中，小果柿也经常假托小叶紫檀的名字贩卖。
其心材、树皮和种子的提取物可以用来治疗糖尿病、抗癌、护肝等。

## 种植
作为昂贵的红木家具原材料，中国自20世纪50年代末开始引种小叶紫檀，但始终无法实现规模种植。其主要原因是种苗短缺。其他的紫檀属植物如印度紫檀或大果紫檀可以用做嫁接小叶紫檀的砧木，以此实现更快的规模种植。其中成活率最高的是囊状紫檀，可达96.67%。

## 保育狀況
其被列為《瀕危野生動植物種國際貿易公約》（CITES）附錄二的物種，被限制出口及貿易。

## 外部連結
- Pterocarpus santalinus，Jstor